# Emmi Pikler
Emmi Pikler (Vienna, 9 gennaio 1902 – Budapest, 6 giugno 1984) è stata una pediatra ungherese.

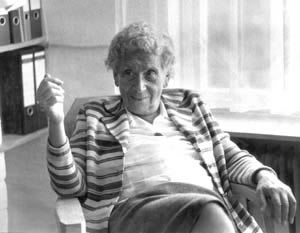
Pediatra Emmi Pikler

Diplomata alla facoltà di medicina di Vienna, parte per vivere a Budapest.
Nel 1946, le propongono di prendere la direzione dell'orfanotrofio di Lóczy, creato per gli orfani di guerra. Realizza allora un approccio educativo e medico innovativo, ponendo come principi la libera attività del bambino, il suo benessere corporale, la qualità della cura e la relazione privilegiata con l'adulto che se ne occupa (“réferente„). Molto rapidamente, il successo rapido di Lóczy ha fatto scuola. Ed oggi ancora, la filosofia di Emmi Pikler riscuote  un interesse crescente.